# Ганнівка (Нововасилівська селищна громада)
Га́ннівка — село в Україні, у Нововасилівській селищній громаді Мелітопольського району Запорізької області. Населення становить 700 осіб. До 2020 року орган місцевого самоврядування — Ганнівська сільська рада.

## Географія
Село Ганнівка розташоване за 182 км від обласного центру, 65 км від районного центру та 45 км на північний схід від селища Приазовське, на березі річки Корсак. Вище за течією на відстані 1,5 км розташоване село Миколаївка, нижче за течією на відстані 4,5 км розташоване село Прудентове.

## Історія
Село засноване у 1860 році переселенцями-болгарами з Бессарабії.
5 лютого 1965 року, Указом Президії Верховної Ради Української РСР, передано Ганнівську сільську раду Приморського району до складу Приазовського району.
12 червня 2020 року, відповідно до розпорядження Кабінету Міністрів України № 713-р «Про визначення адміністративних центрів та затвердження територій територіальних громад Запорізької області», село увійшло до складу Нововасилівської селищної громади Приазовського району.
17 липня 2020 року, в результаті адміністративно-територіальної реформи та ліквідації Приазовського району, село увійшло до складу Мелітопольського району.

## Населення
За переписом 2001 року, рідні мови населення:російська (36 %), болгарська (33,57 %), білоруська (19,57 %), українська (9,71 %).

## Економіка
- «Ілліч-Агро Запоріжжя», агроцех № 7, ВАТ.
- «Дружба», сільгосппідприємство, ТОВ.

## Об'єкти соціальної сфери
- Школа.
- Дитячий садочок.
- Клуб.
- Амбулаторія.